# Vertido

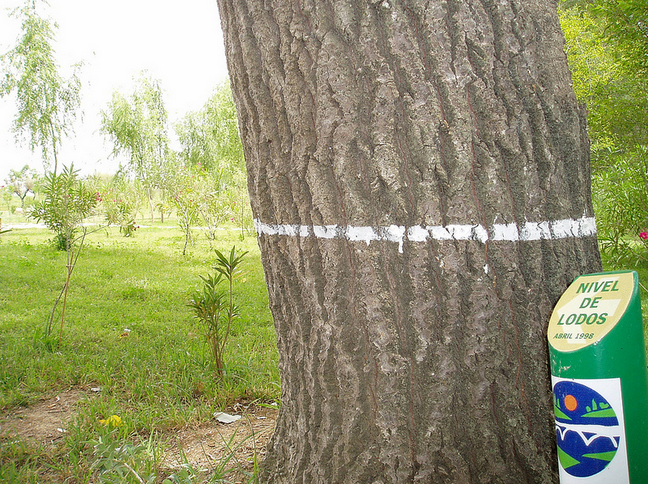
Nivel que alcanzaron los lodos del vertido de Aznalcóllar.

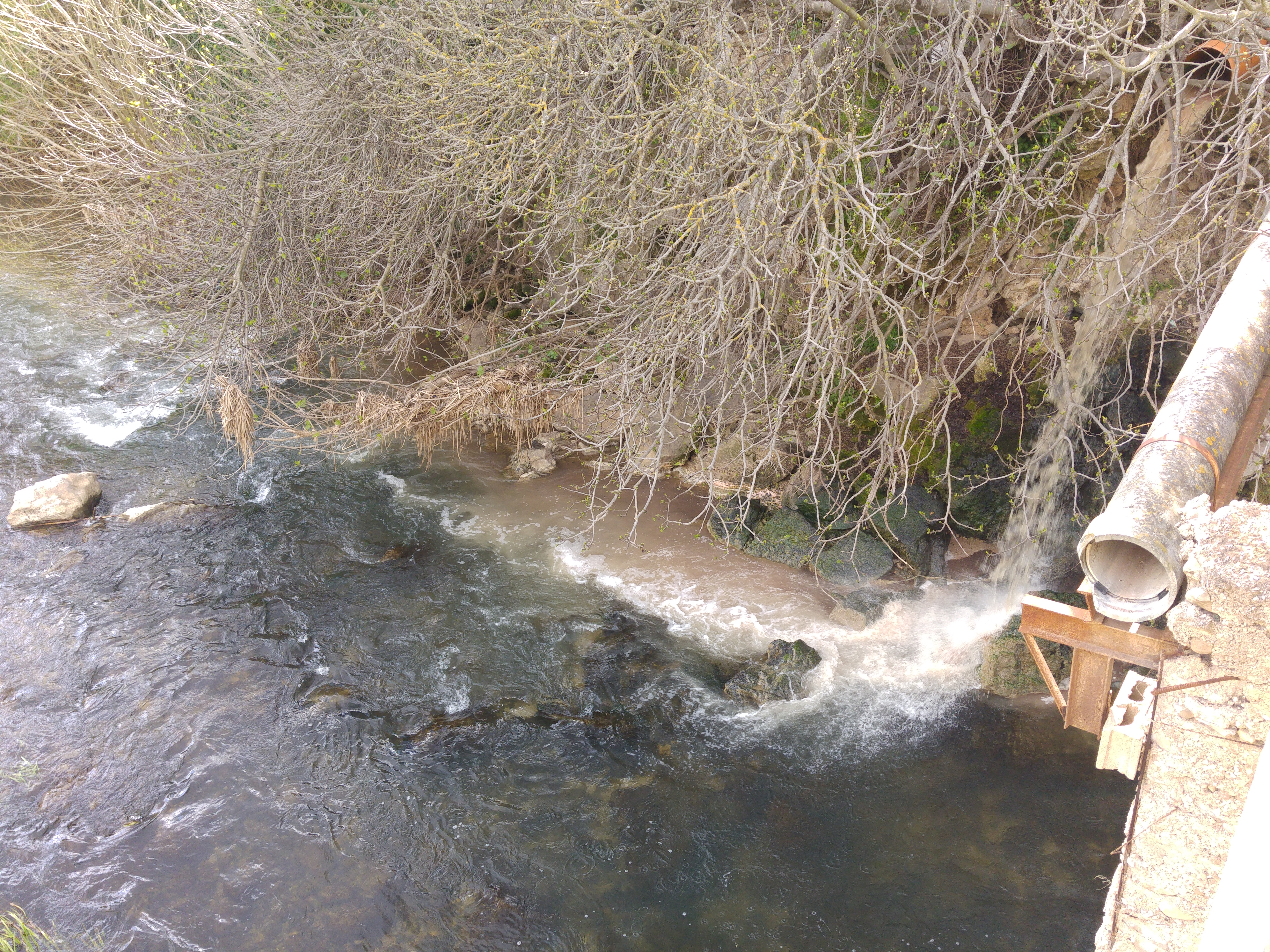
Vertido directo de aguas fecales al río Guadiaro, en el municipio de Benaoján, Málaga.

Vertido o vertido de residuos es la salida de residuos líquidos fuera del vaso, contenedor o tubería habilitado para contenerlos o transportarlos; como por ejemplo el vertido de aguas residuales en un cauce o masa de agua, a la que contamina más o menos gravemente según su grado de toxicidad (vertido de residuos tóxicos). También se utiliza el término para los vertidos que se realizan sobre el terreno. Para los gases se emplea preferentemente el término "emisión" (aunque también puede hablarse de "vertido de gases a la atmósfera"); mientras que para los residuos sólidos es habitual emplear el término "vertido", particularmente cuando el destino es un "vertedero". Para el DRAE "vertido" ("acción de verter") es también el "conjunto de sustancias de desecho procedentes de cualquier proceso industrial". Sinónimo de "verter" es "derramar", y "derrame", entre otras acepciones, es "aquello que se sale y pierde de los líquidos por defecto o rotura de los vasos que los contienen."
Los vertidos se dan como consecuencia de la actividad humana, su impacto sobre el medio ambiente es negativo y debe ser minimizado por medio de medidas correctoras adecuadas (gestión de residuos).

## Vertidos urbanos
Los vertidos urbanos, o aguas negras, se caracterizan por su contaminación orgánica (fecal), disuelta o suspendida, que se mide en su conjunto (sin discriminar compuestos específicos) por su demanda química de oxígeno (DQO) y su demanda biológica de oxígeno (DBO).
El parámetro NTK (Nitrógeno total Kjeldahl) denota los compuestos nitrogenados, excepto nitritos y nitratos. Esta composición es determinante para su tratamiento, que consiste en la eliminación de los sólidos suspendidos y de las grasas mediante el tratamiento primario, seguida de la eliminación de la materia orgánica disuelta mediante un tratamiento biológico en el tratamiento secundario.
| Valores en mg/l               | Mínimo | Máximo |
| ----------------------------- | ------ | ------ |
| Sólidos totales               | 350    | 1200   |
| --Sólidos totales volátiles   | 105    | 325    |
| --Sólidos totales suspendidos | 100    | 350    |
| DQO                           | 1000   | 250    |
| DBO5                          | 400    | 110    |
| NTK                           | 85     | 20     |
| N amoniacal                   | 50     | 12     |
| P total                       | 15     | 4      |
| Aceites y grasas              | 150    | 50     |

## Vertidos industriales
La tipología de los vertidos industriales es muy variada según el tipo de industria, y deben depurarse antes de ser vertidos a colector urbano (sobre todo, para eliminar posibles tóxicos para el tratamiento biológico de la depuradora urbana que se encuentra al final del colector), y más aún si han de ser vertidos directamente a cauce.